# Сомалија на Светском првенству у атлетици у дворани 2018.
Сомалија је учествовала на 17. Светском првенству у атлетици у дворани 2018. одржаном у Бирмингему од 1. до 4. марта. Ово је њено друго учешће на светским првенствима. Репрезентацију Сомалије представљао је један такмичар који се такмичио у трци на 1.500 метара.,
На овом првенству такмичар из Сомалије није освојио ниједну медаљу нити је остварио неки резултат.

## Учесници
Мушкарци:
- Мохамед Исмаил Мохамед — 1.500 м

## Резултати

### Мушкарци
| Атлетичар              | Дисциплина | Лични рекорд | Квалификација     | Квалификација     | Финале               | Финале               | Детаљи |
| Атлетичар              | Дисциплина | Лични рекорд | Резултат          | Место             | Резултат             | Место                | Детаљи |
| ---------------------- | ---------- | ------------ | ----------------- | ----------------- | -------------------- | -------------------- | ------ |
| Мохамед Исмаил Мохамед | 1.500 м    |              | није завршио трку | није завршио трку | Није се квалификовао | Није се квалификовао |        |